# Durch den Monsun
«Durch den Monsun» (англ. «Through the Monsoon») и «Monsoon» — песни немецкой рок-группы Tokio Hotel. Немецкая версия песни «Durch den Monsun» была выпущена в качестве дебютного сингла в 2005 году на их дебютном альбоме Schrei. В английской версии песня носит название «Monsoon» и была позднее включена в первый английский альбом Scream и выпущена как их первый английский сингл в 2007 году.

## Monsoon
«Monsoon» был выпущен как первый английский сингл группы в Европе 18 мая 2007 года. Вокальные партии и мелодии в «Monsoon» на одну тональность ниже, чем в немецкой версии. Скорее всего это связано с переходным возрастом, в котором находился вокалист группы Билл Каулитц, когда ещё была записана немецкая версия.
«Monsoon» также появляется в музыкальной видеоигре «Guitar Hero: World Tour», а также в европейской версии игры «Guitar Hero: On Tour».
Песня была исполнена на церемонии «MTV Europe Music Awards» в 2007 году в Мюнхене, Германия.
«Durch den Monsun» была названа «Лучшей песней 2005 года» на церемонии «Austrian Golden Penguin Awards» (рус. Награды «Австрийский Золотой Пингвин») и также была номинирована как «Лучший международный сингл» на «Amadeus Awards» в 2006 году. В 2007 году «Durch den Monsun» была выставлена на голосование «Сингл года» на «Golden Penguin Awards» в Австрии, в то время как «Monsoon» победил в категории «Лучшее видео» на «TMF Awards» в Бельгии. В следующем году «Monsoon» появляется в таких заголовках как: «Лучший рингтон» и «Песня года» на «Los Premios MTV Latinoamérica 2008», «Номер #1 года» на «TRL Awards (Италия)», а также была названа «Лучшей песней настроения» и «Песня, которая остаётся в твоей голове» в голландском журнале «Hitkrant».
Видео вошло в чарты «TRL Countdown» в июле 2008 года.
В 2011 году на «Durch den Monsun» бельгийским евроденс-проектом Sylver была выпущена кавер-версия.

## Перечень форматов и дорожек
- CD синглы

1. «Durch den Monsun» (radio mix) — 3:58
2. «Durch den Monsun» (unplugged version) — 3:58

- CD макси синглы

1. «Durch den Monsun» (радио микс) — 3:58
2. «Durch den Monsun» (unplugged version) — 3:58
3. «Monsun o koete» (Grizzly mix) — 4:08
4. «Leb' die Sekunde» (oригинальная версия) — 3:47
5. «Durch den Monsun» (музыкальное видео) — 3:58

- CD синглы

1. «Monsoon» — 4:00
2. «Black» — 3:21

## Чарты
| Чарт (2005)1                            | Вершина позиции |
| --------------------------------------- | --------------- |
| Австрия Toп 40                          | 1               |
| Бельгийские (Французские) синглы Toп 40 | 6               |
| Голландские синглы Toп 100              | 71              |
| Немецкие синглы Топ 100                 | 1               |
| Швейцарские синглы Toп 100              | 5               |
| Чарт (2007/2008)²                       | Вершина позиции |
| Бельгийские (Голландия) синглы Toп 50   | 8               |
| Греческий Billboard 200                 | 8               |
| Датские синглы Toп 40                   | 14              |
| Голландский Toп 40                      | 6               |
| Французский Чарт Синглов³               | 8               |
| Итальянские синглы Toп 20               | 8               |
| Португальский Billboard 200             | 1               |
| Шведские синглы Toп 60                  | 23              |
| Швейцарские синглы Toп 100              | 69              |
| Billboard США Поп 100                   | 84              |

Заметки
- 1: Позиции чартах в 2005 году немецкой версии сингла «Durch den Monsun»
- ²: Позиции чартах в 2007 году английской версии сингла «Monsoon»
- ³: Немецкая версия была выпущена во Франции в 2007 году.

## «Durch den Monsun 2020» и «Monsoon 2020»

### Клипы
В лирическом видео представлены различные кадры дождя, текущей воды и капель, падающих на лужи. В конце видео Каулитц моет лицо водой и резвится под дождём. В видео также присутствуют визуальные фрагменты из оригинальных немецких и английских музыкальных клипов.
Видеоклип начинается с грозы и того, как Каулитц наносит макияж в своей гримёрке. В нём представлены различные кадры, где Каулитц поёт под дождём, старые фрагменты из телешоу Tokio Hotel 2007—2008 годов, фрагменты из старых музыкальных клипов, включая «Durch den Monsun», «Monsoon», «Automatisch», «Something New», а также фрагменты со старых концертов и церемоний награждения. Видеоклип завершается кадрами, где Каулитц стоит на краю большого бассейна.

### Живое выступление
Группа впервые исполнила «Durch den Monsun 2020» на немецком ночном ток-шоу Late Night Berlin 26 октября 2020 года на ProSieben. Видео было загружено на официальный аккаунт Tokio Hotel на YouTube на следующий день. 27 ноября 2020 года группа записала живое исполнение «Monsoon 2020» в аэродинамической трубе, режиссёром которого выступил Деннис Дирксен. Впоследствии видео было загружено на их официальный аккаунт YouTube под названием «Tokio Hotel — Monsoon 2020 Live @ Windkanal». В тот же день также было записано живое исполнение «Durch den Monsun 2020» в аэродинамической трубе, которое впоследствии было загружено на официальный аккаунт Filtr Germany на YouTube.